# 俣川洲
俣川洲（またごし）は、鹿児島県指宿市の錦江湾に浮かぶ海蝕洞のある無人島。

## 概要
指宿市山川の無瀬浜（むせのはま）から南に約600m沖にある最高標高44mの無人島。霧島錦江湾国立公園の普通地域内にある。小舟が通り抜けられるほどの大きな海蝕洞が空いている。 

## 地誌
古くは江戸時代の地誌に本島が登場する。
- 『麑藩名勝考』寛政7年（1795年）[3] - 「股河洲（マタカワス）」という名で記載され、海蝕洞が空くさまを「さなから門闕を開きたるか如し」と表現されている。
- 『三国名勝図会』天保14年（1843年)[4] - 無瀬浜の挿絵に本島が描かれ、現在と同じ「俣川洲」という名称が使われている。
- 『日本水路誌第4卷』明治30年（1897年）[5] - 「股潜岩（マタグスイワ）」という名称で記載され、「長埼ト山川港トノ間ニアル洞岩」と書かれている。

## 文化・芸術
指宿市指定文化財の利永琉球傘踊りの十二番に「西へおがむはお開聞　俣川洲灘をすれすれと」という歌詞が出てくる。

## 登山史
2024年12月25日　二人の登山家が初登頂に成功した。